# بل وی-۲۸۰ والور
بل وی-۲۸۰ والور (به انگلیسی: Bell V-280 Valor) یک بالگرد ساختِ کارخانهٔ بل هلیکوپتر در کشور ایالات متحده آمریکا و کانادا است.